# Doi Tung-project
Het Doi Tung Development Project is een initiatief van de moeder van koning Bhumibol van Thailand en ligt in de provincie Chiang Rai.
Het project is gericht op herbebossing en ontwikkeling van onderwijs en gezondheidszorg in gebieden in het Thaise deel van de zogeheten Gouden Driehoek. In het kader van het project wordt er gezocht naar alternatieve gewassen voor de opiumteelt in de regio Noord-Thailand. De opiumteelt was in dit gebied lange tijd een van de voornaamste inkomstenbronnen voor de boeren. De aardbei is een voorbeeld van een gewas dat succesvol geïntroduceerd is. Disnadda Diskul staat sinds de jaren zestig aan het hoofd van dit project. De Doi Tung koffie uit dit gebied is van hoge kwaliteit en heeft sinds 2015 een geografische beschermd handelsmerk van de EU gekregen.